# Лагранжова теорема
Лагранжова теорема (енгл. mean value theorem) је једна од основних теорема диференцијалног рачуна и уопште математичке анализе. Често се још назива и теорема о средњој вредности диференцијалног рачуна.

## Формулација
Ако је функција f:
- непрекидна на затвореном интервалу {\displaystyle \,[a,b]}, и
- диференцијабилна на отвореном интервалу {\displaystyle \,(a,b)},

онда постоји тачка {\displaystyle \,c} из интервала {\displaystyle \,(a,b)}, таква да је:
{\displaystyle {\frac {f(b)-f(a)}{b-a}}=f'(c)}

## Доказ 1[4]
Посматрајмо функцију
{\displaystyle h(x)=f(x)+\lambda x}.
И она је непрекидна на {\displaystyle \,[a,b]} и диференцијабилна на {\displaystyle \,(a,b)}.
Одредимо {\displaystyle \lambda } за које функција {\displaystyle \,h(x)} задовољава услове Ролове теореме.
Дакле, да би било {\displaystyle \,h(a)=h(b)}, мора бити:
{\displaystyle \lambda =-{\frac {f(b)-f(a)}{b-a}}.}
Тада, по условима Ролове теореме, постоји тачка {\displaystyle \,c} из интервала {\displaystyle \,(a,b)}, таква да је:
{\displaystyle 0=h'(c)=f'(c)+\lambda ,} те је
{\displaystyle f'(c)={\frac {f(b)-f(a)}{b-a}}.}

## Доказ 2
Посматрајмо функцију
{\displaystyle h(x)=f(x)-f(a)-({\frac {f(b)-f(a)}{b-a}})(x-a)}
Како је функција {\displaystyle f} непрекидна и диференцијабилна на интервалу {\displaystyle [a,b]}, односно {\displaystyle (a,b)}, и функција {\displaystyle h} је непрекидна и диференцијабилна на истим интервалима. Шта више, {\displaystyle h(a)=h(b)=0}, што значи да на функцију {\displaystyle h} можемо применити Ролову теорему.
Први извод функције {\displaystyle h} је:
{\displaystyle h'(x)=f'(x)-{\frac {f(b)-f(a)}{b-a}}}
Према Роловој теореми сада следи да постоји тачка {\displaystyle c}, таква да је {\displaystyle f'(c)=0}, тј.
{\displaystyle 0=h'(c)=f'(c)-{\frac {f(b)-f(a)}{b-a}}},
односно:
{\displaystyle f'(c)={\frac {f(b)-f(a)}{b-a}}},
што је и требало да се покаже.

## Геометријска интерпретација
Геометријски значај ове теореме се састоји у томе да под датим условима постоји тангента криве {\displaystyle \,y=f(x)} у некој тачки {\displaystyle \,c}, која припада затвореном интервалу {\displaystyle \,(a,b)}, паралелна са сечицом која пролази кроз тачке {\displaystyle \,A=(a,f(a))} и {\displaystyle \,B=(b,f(b)).}

## Механичка интерпретација
Ако се тачка креће по закону {\displaystyle \,x=x(t)}, где је {\displaystyle x(t)} непрекидна на {\displaystyle [a,b]} и диференцијабилна на {\displaystyle (a,b)}, онда постоји тренутак {\displaystyle \,t_{0}} у ком је тренутна брзина {\displaystyle x'(t_{0})} једнака средњој брзини на интервалу {\displaystyle [a,b]}, која износи {\displaystyle \,{\frac {f(b)-f(a)}{b-a}}}, управо јер постоји то {\displaystyle \,t_{0}} када је:
{\displaystyle \,f'(t_{0})={\frac {f(b)-f(a)}{b-a}}.}

## Последице и напомене
- Као ни Ролова теорема, ни Лагранжова теорема нам не даје информацију о конструкцији тачке {\displaystyle \,c}, као ни о броју таквих тачака.
- Такође, последица Лагранжове теореме је и следеће: Ако је за свако {\displaystyle \,x} из затвореног интервала {\displaystyle \,[a,b]}, {\displaystyle \,f'(x)=0}, онда је функција {\displaystyle \,f} константна на затвореном интервалу {\displaystyle \,[a,b]}.
- Лагранжова теорема се може посматрати као уопштење Ролове теореме. Наиме, за {\displaystyle \,f(a)=f(b)}, добијамо функцију која испуњава све услове Ролове теореме.
- Два важна уопштења Лагранжове формуле, тј. теореме, су Кошијева теорема и Тејлорова теорема.